# 若ノ鵬寿則
若ノ鵬 寿則（わかのほう としのり、1988年7月8日 - ）は、ロシア連邦北オセチア・アラニヤ共和国アラギル市出身で間垣部屋に所属した元大相撲力士、アマチュアアメフト選手。本名はソスラン・アレクサンドルヴィッチ・ガグロエフ （Сосла́н Алекса́ндрович Гагло́ев, Soslan Aleksandrovich Gagloev）。大相撲時代の体格は身長195cm、体重162kg。得意は右四つ・寄り。最高位は西前頭筆頭（2008年7月場所）、血液型はO型、愛称はソス。従兄弟は元関脇・阿覧。
四股名は露鵬の先代師匠にあたる大鵬が由来で、下の名前の“寿則”は師匠の現役時代の四股名の一つである“若三杉 壽人”（新字体の“寿”）と本名“下山 勝則”から一文字ずつ取った（下の名前の命名方式は琴欧洲と同じ）。恵まれた体格と若年での出世から将来性を評価されていたが相撲の基本から外れた破天荒な取り口と粗暴な言動故に批判も多く受け、前相撲から三役寸前まで昇進しながら最終的には刑事事件を直因としてわずか3年半の土俵生活に幕を閉じた。

## 経歴
露鵬、白露山兄弟と同じロシア・北オセチア共和国出身で、露鵬の父親にレスリングを習い、ロシア国内のジュニア王者になる。その能力を露鵬が高く評価し、彼の誘いに応じて2004年（平成16年）9月に来日し、大嶽部屋に住み込みで日本の相撲部屋の生活を経験する。外国人は1部屋に1人までの入門制限のため同じ二所ノ関一門に所属する間垣部屋に入門し、2005年（平成17年）3月場所で初土俵を踏んだ。同期生には髙安、大道、勢、旭日松、飛翔富士らがいる。
2005年9月場所は7戦全勝で序二段優勝、翌2006年（平成18年）1月場所では幕下で6勝1敗、7人による優勝決定戦に進出し、決勝で把瑠都に敗れたものの、その高い能力の一端を示した。その後も勝ち越しを続け、同年11月場所では東幕下筆頭で4勝3敗と勝ち越し、初土俵から負け越しなし、所要11場所での十両昇進を果たした。18歳5カ月での十両昇進は史上8位タイの年少記録で、外国出身力士では白鵬の18歳9カ月を更新し最年少である。しかし本人は、「17歳で上がりたかった」と悔しがった。
関取として初めて土俵に上がった2007年の1月場所は、相撲の型がまだ固まっていないこともあって苦労し、5勝10敗とふるわず初の負け越しを経験した。翌3月場所は東幕下2枚目で5勝2敗と好成績を残し、西2枚目で同成績だった境澤を退け1場所で再十両を果たした。西2枚目から東3枚目だったことが大きな決め手となった。その後も十両で勝ち越しを続け、2007年9月場所には十両筆頭で10勝5敗と大勝ち。11月場所で新入幕を果たした。19歳3ヶ月での新入幕は史上6位タイの年少記録だが、外国出身力士では白鵬（19歳1ヶ月）の後塵を拝している。
新入幕会見では師匠の間垣が脳出血の後遺症で不自由な体を押して会見に出席。若ノ鵬は「先場所、勝ち越して入幕したら、親方の体が良くなると思って一番、一番、相撲を取った」と振り返り「今場所も、同じ思いで勝ち越しを目指して頑張り、また親方を喜ばせたい」と話すと、間垣は大粒の涙を流しながら「みんなに愛される、立派な力士になってくれ」と励ました。
欧州出身の力士が20歳前後で入門する例が多い中、16歳で初土俵を踏んだ。四股の所作にぎこちなさがあったように、下半身にやや脆さがあり、取り口も未熟で課題を抱えていたが、素質は申し分ない逸材とされた。しかし立合いの変化が多く、親方をはじめ現役力士からも「恵まれた体格があるのに勿体無い」と苦言を呈されていた。
2007年1月場所では5勝中3勝が立合いの変化、1勝が不戦勝であった。特に相手の背中に乗りかかるような体勢ではたき込む動作は「跳び箱」と呼ばれ、新聞など各メディアで格好のネタにされた。ただしこれは悪い癖と認めており、2008年1月場所で岩木山に変化（跳び箱）を読まれ敗れた事を機に「もうやらない」と語っている。しかし同年5月場所14日目には琴奨菊に同じような八艘飛びで白星を挙げている。
また2008年1月場所9日目の市原戦では右手を握ったまま張り差しを繰り出し、市原の顔に拳を叩き込んだ（取組は寄り切りで若ノ鵬が勝利）。禁手反則の「握り拳（こぶし）で殴ること」に触れる恐れがあったが、審判長の三保ヶ関は「手首が返っていない」として不問にした。
2008年5月場所5日目の鶴竜戦、鶴竜の変化にバランスを崩し手を付いたにもかかわらず相撲の流れが若ノ鵬にあったために行司、審判は見逃し、取組は続行され寄り切りで勝利した。NHKの大相撲中継には手をついた場面がはっきりと捉えられており、アナウンサーも誤審と明言。相撲協会には抗議電話が殺到した。この場所は最終的に8勝7敗と勝ち越したが、もしこれが見逃されていなければ負け越しだった。
また、8日目には安馬に豪快なうっちゃりで敗れた後、悔しさの余り部屋の風呂場の壁を叩き割り風呂桶を壊すなどしたため、厳重注意を受け、間垣親方（元横綱若乃花）は北の湖理事長に謝罪した。本人も謝罪したが、その一方で「負けたら悔しい」「皿とか壊したくなる」などとの発言も見られた。また「安馬が朝青龍に見えた」などと横綱を呼び捨てにするなどの発言もあった。
2008年7月場所は上位陣に歯が立たず、8連敗で入幕後初の負け越しとなったが、9日目に連敗を止めた。奇しくも相手は先場所敗北した安馬、それも立合いにジャンプしたところ、結果的にこれが相手のもろ手突きを止めることになり押しつぶしたという形であった。
2008年8月19日に大麻所持で検挙され、相撲協会から解雇された。そのため、2008年9月場所の東前頭8枚目は空位となり、番付発表翌日には検挙に伴う大麻の簡易検査を実施した（この検査で同じロシア出身の露鵬と白露山が解雇）。この解雇について、角界復帰を望んで協会を相手取り処分撤回を求める仮処分申請および訴訟を東京地方裁判所に起こした。仮処分申請は2008年10月30日に却下された。若ノ鵬は2009年1月24日までに訴訟を取り下げて解雇が確定し、1月29日に退職金に当たる約580万円の養老金が支払われた。
2009年2月1日に東京都内のホテルで個人的に断髪式を行ったが、角界関係者は誰も参加しなかった。その後、2月13日ロシアに帰国した。

### 解雇後
妻とロシアに帰国後、友人を通じてボクシングや総合格闘技のエージェントと繋がりを持った。そのエージェントがNFL関係者に元若ノ鵬を紹介したという。
アメリカンフットボールのプロ選手となることを目指し、2010年、アメリカ合衆国フロリダ州のウェバー国際大学でカレッジフットボールの選手となった。ウェバー国際大学で2年間プレーしていた頃にウズベキスタン出身のマネージャーと出会い、その人物は元若ノ鵬の英語学習を助け、プロリーグへの紹介を約束した。しかし、元若ノ鵬がフットボールの基本について理解を深めることに時間がかかったことから、すぐにNFLには紹介されなかった。
そこで、2012年はサウスフロリダ大学のフットボールチーム（サウス・フロリダ・ブルズ）に移籍した。しかしこの年のシーズンにサウス・フロリダ・ブルズは低迷し、シーズン終了後にコーチ陣が刷新され、若ノ鵬もメンバーから外されることとなった。
2011年には父親が死去し、貯蓄も尽きたため、大学の授業料を払うことが困難になっていた。また2012年2月に妻と離婚、妻と娘はロシアに帰国した。
2013年からはウォーナー大学（ワーナー大学）のフットボールチームに所属。同年4月にアスリートビザでは認められない一般の就労をしたとして4週間の拘留を受けた。この拘留によってジャクソンビルジャガーズとトレーニングをするチャンスを逃し、強制送還の可能性があると見られたことでエージェントを失ったという。2014年4月にはアメリカ人の女性と再婚しており、アメリカの永住権取得を考慮していると報じられている。
2014年8月には、引き続きウォーナー大学に所属していると報じられていたが、同大学のフットボールチームの2014年メンバー表には名前が見当たらない。
フットボールと並行して、アマチュア相撲でも活動している。2013年9月にはUS Sumo Openというアメリカのアマチュア相撲大会に出場し、重量級でウラムバヤル・ビャンブジャブ（元幕下・大翔地）に次いで2位に入賞した。2014年にもUS Sumo Openの重量級に出場したが、準決勝でモンゴルのアルタンゲレル・ダワニャム（元柔道家）に敗れ、続く3位決定戦でもアメリカのロイ・シムズに敗れて入賞を逃した。また、全米各地で行われる元大相撲力士たちのエキシビジョンにも参加している。

## 不祥事・騒動

### 大麻所持事件
2008年8月18日、財布の中に大麻入りのたばこを所持していたとして大麻取締法違反で逮捕された。現役幕内力士の逮捕は史上初の出来事であった。その後8月21日に日本相撲協会は緊急理事会を開き、同日付での解雇が決定された。20歳1ヶ月での引退は関取経験者では実力本位で番付が掲載されるようになった明治以降では最年少。9月12日、初犯であったことや解雇によって社会的な制裁を受けたことが考慮され起訴猶予処分となった。
若ノ鵬は同年10月27日の『週刊現代』の取材に対し、逮捕前日（8月17日夜）に栃ノ心と黒海と自身の3人で大麻を吸引したと話した。記事によると、同日に都内のロシア料理店で偶然会った栃ノ心と幕内黒海の運転手（ジョージア人）と食事をした後、元若ノ鵬が在籍していた間垣部屋の個室へ移動して3人で1本の大麻を吸引したとしている。若ノ鵬は「栃ノ心はグルジアにいたころから吸引していると自ら話していた。大麻を買うために一緒に渋谷に行こうと誘われた」と主張し、このような告発に踏み切った理由は「逮捕されてから一方的に関係を切ろうとしている」「手紙を人を介して渡しても連絡がない」ことであるという。一方で栃ノ心は「あいつはウソばかり言っている」と疑惑を全面否定した上で「あいつとは仲がいいわけでもない。間垣部屋（個室）にも行ったことはあるけど、DVDを借りたりしただけ」と若ノ鵬の主張に強く反論し、名誉を守るための法的手段も辞さない構えをみせた。

### 八百長証言問題
2008年9月29日、記者会見を開き、会見で自身が入幕後八百長を強いられたことを八百長裁判（週刊現代の大相撲八百長告発記事をめぐり相撲協会が講談社を名誉毀損で訴えた裁判。詳細は武田頼政を参照）で週刊現代側の証人として証言する意向を示した。会見および週刊現代に掲載されたインタビューで、現役大関らの実名を挙げ「幕内に上がった直後に八百長を強要された」「断ったらかわいがりをすると脅された」などと話した。
講談社側が 10月20日に第一次・第三次提訴における元若ノ鵬の陳述書を提出したが、21日東京地裁は証人申請を却下した。日刊スポーツは却下の理由を、記事の対象となった2006年11月場所・ 2007年1月場所より、若ノ鵬の新入幕（2007年11月場所）が後で、対象と異なる時期だったためと推測している。また、元若ノ鵬が週刊現代の記事内で八百長を強いられた、と話した春日錦、琴欧洲、千代大海、魁皇の四人を講談社側は第一次・第三次提訴で尋問申請したが、東京地裁は10月23日までに却下した。
同年11月27日、代理人の弁護士が、日本相撲協会に力士としての地位確認を求めた訴訟で、「週刊現代」での八百長告発が虚偽だとする内容の陳述書を提出したと公表。これに対し週刊現代編集部は「本人に確認をとったら、陳述書提出について知らないと否定した」と反論した。
翌28日には弁護士と会見を開き、「週刊現代の取材を仲介したある男（「X氏」とした）に『虚偽の告発をすれば相撲界に戻れる』と騙された」と発言した。また、魁皇ら実名で告発した力士のみならず、週刊現代編集部に対しても謝罪した。元若ノ鵬によれば、自分が「週刊現代」誌上で発言したことは全てX氏の創作で、「週刊現代」には虚偽の告発で迷惑をかけてしまったという。仲介人の素性については明かせないとした。会見前日に編集部と接触したことを認めた上で、編集部に告発内容が虚偽だったと報告した、と明言した。元若ノ鵬の会見に対し、週刊現代編集部は「支離滅裂で、事実とは考えられない」とコメントした。以後は弁護士側と週刊現代側がそれぞれの正当性を主張し続けている。また、週刊現代側は闇の勢力による圧力で証言撤回を余儀なくされた・黒幕の人物は架空であるという説も主張している。
なお、第三次提訴では八百長に関与したとされる豊ノ島が、元若ノ鵬のインタビューとされた記事では無関係であるとされ、武田の記事内容と違いがみられる。さらに後の号では、「以前の連載で豊ノ島がガチンコ力士であると報じ、元若ノ鵬の証言もそれを裏付けている」と記述し、武田の署名連載時（豊ノ島がガチンコ力士とは一度も書いてない）と明確に矛盾している。

### 八百長証言問題 2011年度〜
2011年2月に大相撲八百長問題が発覚し元幕内・春日錦（22代竹縄）が八百長を認め、再び注目を浴びた。テレビ朝日系「スーパーモーニング」のインタビューで、相撲協会から八百長証言を撤回しないと退職金を支払わないと言われ、撤回したら翌日に700万円振り込まれていたと発言した。
TBS系「情報7daysニュースキャスター」でのインタビューでは、関取になってから春日錦に八百長の協力を求められ『これが日本のルールだよ。長く相撲取りたいならみんなと一緒にやれよ』と詰め寄られ『はい、わかりました』というしかなかった、と証言した。さらに八百長の仲介役とされた元幕下・恵那司から『琴欧洲のように、すごく早く大関に上げてやる。オレがプロモーターになるから、大関になったら300万くれよな』と大関昇進のための八百長工作を打診されたという。さらに同月21日発売の週刊現代で力士21人の実名を挙げて八百長を告白したが、相撲協会の特別調査委は関心を示さなかった。
その後も週刊現代に八百長告発記事が掲載されたが、3月11日の東日本大震災以降は週刊現代から相撲関連の記事が激減したため続報はなく、この件に関する現在の動向は不明である。

## 略歴
- 1988年（昭和63年）7月8日 - ロシア連邦北オセチア共和国ウラジカフカスにて出生。
- 2004年（平成16年）9月 - 露鵬の薦めで来日し大嶽部屋の住み込みとなる。
- 2005年（平成17年）3月 - 間垣部屋に入門し16歳で初土俵。
- 2005年（平成17年）9月 - 序二段全勝優勝。
- 2006年（平成18年）11月 - 最年少にて新十両。
- 2007年（平成19年）11月 - 新入幕。
- 2008年（平成20年）5月 - 安馬に負けた日に風呂場で暴れ厳重注意を受ける。
- 2008年（平成20年）8月19日 - 大麻所持で検挙される。
- 2008年（平成20年）8月21日 - 相撲協会を解雇される。
- 2008年（平成20年）9月12日 - 起訴猶予処分となる。
- 2009年（平成21年）1月29日 - 養老金を受給。
- 2009年（平成21年）2月1日 - 個人的に断髪式を行う。
- 2009年（平成21年）2月13日 - 母国に帰国。

## エピソード
- 幕内土俵入りで客の方を向いて笑顔を見せる仕草が当時の中継映像からも確認されるが、「相撲のしきたりとに反する」と批判されたこともある。
- 支度部屋では普段よりイヤホンから音が漏れる大音量で音楽を聴いていた[39]。
- 2008年の武蔵川理事長（当時）主導のもとによる協会での立合い正常化講習では、若ノ鵬の立合いが悪い例として取り上げられた。

## 主な成績
- 通算成績：131勝81敗　勝率.618
- 幕内成績：39勝36敗　勝率.520
- 現役在位：21場所
- 幕内在位：5場所
- 各段優勝
  - 序二段優勝：1回（2005年9月場所）

## 場所別成績
| | 一月場所 初場所（東京） | 三月場所 春場所（大阪） | 五月場所 夏場所（東京） | 七月場所 名古屋場所（愛知） | 九月場所 秋場所（東京） | 十一月場所 九州場所（福岡） |
| --- | ----------------------- | ----------------------- | ----------------------- | --------------------------- | ----------------------- | --------------------------- |
| 2005年 （平成17年） | x                       | （前相撲）              | 東序ノ口18枚目 6–1      | 西序二段64枚目 5–2          | 西序二段26枚目 優勝 7–0 | 東三段目30枚目 6–1          |
| 2006年 （平成18年） | 西幕下49枚目 6–1        | 西幕下21枚目 5–2        | 西幕下12枚目 5–2        | 東幕下7枚目 4–3             | 東幕下6枚目 6–1         | 東幕下筆頭 4–3              |
| 2007年 （平成19年） | 西十両12枚目 5–10       | 東幕下2枚目 5–2         | 東十両13枚目 10–5       | 東十両4枚目 8–7             | 西十両筆頭 10–5         | 西前頭13枚目 9–6            |
| 2008年 （平成20年） | 東前頭10枚目 10–5       | 東前頭4枚目 8–7         | 西前頭2枚目 8–7         | 西前頭筆頭 4–11             | 解雇 –                  | x                           |
| 各欄の数字は、「勝ち-負け-休場」を示す。 優勝 引退 休場 十両 幕下 三賞：敢=敢闘賞、殊=殊勲賞、技=技能賞 その他：★=金星 番付階級：幕内 - 十両 - 幕下 - 三段目 - 序二段 - 序ノ口 幕内序列：横綱 - 大関 - 関脇 - 小結 - 前頭（「#数字」は各位内の序列） |                         |                         |                         |                             |                         |                             |

### 幕内対戦成績
| 力士名   | 勝数 | 負数 | 力士名 | 勝数 | 負数 | 力士名   | 勝数 | 負数 | 力士名 | 勝数 | 負数 |
| -------- | ---- | ---- | ------ | ---- | ---- | -------- | ---- | ---- | ------ | ---- | ---- |
| 朝青龍   | 0    | 3    | 朝赤龍 | 0    | 2    | 安馬     | 2    | 1    | 安美錦 | 1    | 1    |
| 市原     | 1    | 0    | 岩木山 | 0    | 1    | 魁皇     | 1    | 2    | 海鵬   | 2    | 0    |
| 垣添     | 1    | 1    | 鶴竜   | 2    | 0    | 春日王   | 1    | 0    | 春日錦 | 1    | 0    |
| 稀勢の里 | 2    | 0    | 旭天鵬 | 1    | 2    | 豪栄道   | 1    | 0    | 黒海   | 2    | 1    |
| 琴欧洲   | 1(1) | 2    | 琴奨菊 | 1    | 1    | 琴光喜   | 0    | 3    | 高見盛 | 0    | 1    |
| 千代大海 | 1    | 1    | 出島   | 0    | 1    | 土佐ノ海 | 2    | 0    | 栃煌山 | 2    | 0    |
| 栃乃洋   | 3    | 0    | 豊ノ島 | 0    | 1    | 豊響     | 0    | 1    | 白鵬   | 0    | 3    |
| 白露山   | 1    | 0    | 把瑠都 | 1    | 1    | 普天王   | 3    | 0    | 豊真将 | 1    | 0    |
| 北勝力   | 2    | 2    | 嘉風   | 0    | 1    | 露鵬     | 0    | 2    | 若麒麟 | 1    | 1    |
| 若の里   | 2    | 1    |        |      |      |          |      |      |        |      |      |